# Jeziorki (Stęszew)

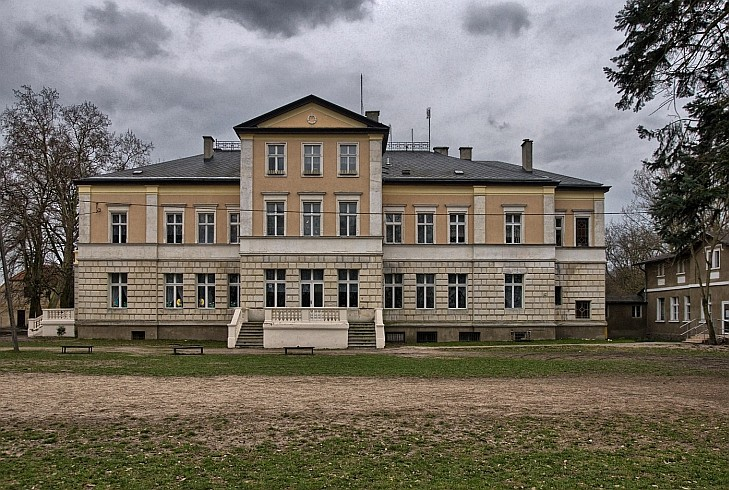
Herrenhaus in Jeziorki

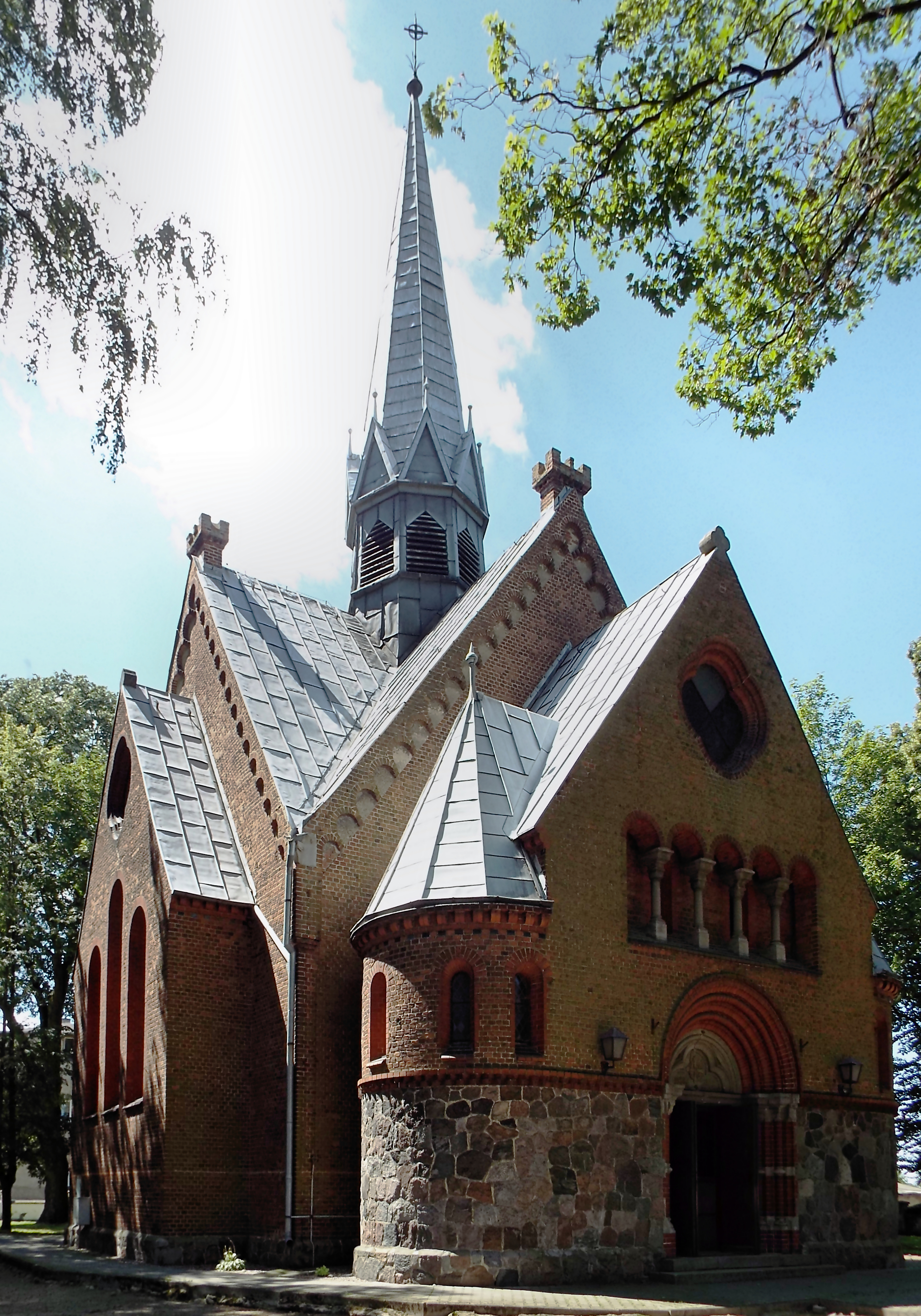
Dorfkirche

Jeziorki (vor 1918 Seeheim) ist ein Dorf in der Woiwodschaft Großpolen im Powiat Poznański in der Gemeinde Stęszew, 9 km nordwestlich von Stęszew und 25 km südwestlich von Poznań.
Der Ort wurde 1387 erstmals urkundlich erwähnt. Er kam mit der 2. polnischen Teilung zum Königreich Preußen und gehörte bis 1919 zur Provinz Posen. Seitdem gehört er wieder zu Polen, unterbrochen durch die deutsche Besetzung im Zweiten Weltkrieg von 1939 bis 1945, als er in den Reichsgau Wartheland eingegliedert war.
Sehenswert sind das 1881 errichtete Herrenhaus des Gutes Seeheim, dessen Besitzer von 1881 bis 1918 Heinrich von Tiedemann-Seeheim war, sowie die ehemalige evangelische Dorfkirche, heute katholische Kirche der Heiligen Teresa, erbaut von 1896 bis 1897 im neuromanischen Stil, Architekt Ludwig von Tiedemann.